# Frank Vreugdenhil
Frank Vreugdenhil (De Lier, 17 oktober 1984) is een Nederlands langebaanschaatser en kweker.
Vreugdenhil is lid van Lid van IJsvereniging De Eemsmond te Delfzijl waar hij op z'n veertiende vanuit het Westland naartoe verhuisde. Zijn eerste internationale wedstrijd reed hij tijdens de Olympic Oval Final. In seizoen 2007/2008 kwam hij uit namens de VPZ-ploeg en won hij in 2008 de Gruno Bokaal. In het seizoen 2009/2010 reed Vreugdenhil enkele kleinere wedstrijden voor Kazachstan en verbeterde hij meteen zijn 500 en 3000 meter tijdens de Summerclassics in Calgary. Nadat het niet lukte om als Kazach naar de wereldbeker en de Olympische Spelen te gaan was het avontuur over en hoefde burgemeester Eric van Oosterhout het paspoort niet in te nemen.
Sinds het seizoen 2010-2011 is Vreugdenhil actief als marathonschaatser, eerst bij het team van Husqvarna en sinds het seizoen 2011-2012 bij het Primagaz-Telstar Megastores schaatsteam.
In 2019 en 2020 werd hij winnaar van de Alternatieve Elfstedentocht Weissensee.

## Persoonlijke records
| Afstand      | Tijd     | Datum            | Baan       |
| ------------ | -------- | ---------------- | ---------- |
| 500 meter    | 37,10    | 9 augustus 2009  | Calgary    |
| 1000 meter   | 1.11,93  | 16 maart 2007    | Calgary    |
| 1500 meter   | 1.49,25  | 15 maart 2007    | Calgary    |
| 3000 meter   | 3.47,21  | 10 augustus 2009 | Calgary    |
| 5000 meter   | 6.22,42  | 26 december 2013 | Heerenveen |
| 10.000 meter | 13.22,02 | 11 november 2012 | Heerenveen |

## Resultaten
| 2005 | 29e 1500m 15e 5000m                            | -    |
| 2006 | -                                              | -    |
| 2007 | 21e 1500m 17e 5000m                            | NC16 |
| 2008 | 17e 1500m 10e 5000m 10e 10.000m                | -    |
| 2009 | 10e 5000m                                      | 9e   |
| 2011 | Marathoncup Assen                              |      |
| 2012 | Marathoncup Utrecht                            |      |
| 2012 | Marathoncup Groningen                          |      |
| 2013 | Alternatieve Elstedentocht (200 km) Weissensee |      |
| 2013 | KPN Natuurijs Grand Prix Falun Zweden          |      |
| 2013 | Marathoncup Deventer                           |      |
| 2019 | Alternatieve Elstedentocht (200 km) Weissensee |      |
| 2020 | Alternatieve Elstedentocht (200 km) Weissensee |      |